# Ervina Dabižinović
Ervina Dabižinović (Kotor, 14. avgust 1968) psihološkinja i feministkinja jedna od članica ženske mirovne grupe ANIMA – Centra za žensko i mirovno obrazovanje u Kotoru.
Fokus angažmana Ervine Dabižinović su rat, militarizam, antifašizam i položaj žena u Crnoj Gori i regionu. Zajedno sa osnivačicom mirovne grupe Anima, Ljubomirkom Ljupkom Kovačević, često sarađuje ili gostuje u crnogorskim medijama.
Kao feministkinja i aktivistkinja mirovnog ženskog pokreta u Crnoj Gori i regionu, ali i kao psihološkinja, Ervina Dabižinović je dala doprinos u formiranju i realizaciji Ženskog suda za bivšu Jugoslaviju, prvog ženskog suda na tlu Evrope.

## Biografija
Ervina Dabižinović je osnovnu i srednju školu završila u Kotoru, diplomirala 1986. godine na Filozofskom fakultetu u Sarajevu na odseku za psihologiju. Već 1988. godine je zaposlena u Specijalnoj bolnici za psihijatriju u Dobroti.  U periodu od 1999. do 2004. godine, prelazi na radno mesto u Institutu "dr Simo Milošević“.
Od 1996. godine paralelno je aktivna i kao stručnjakinja i kao građanka u mirovnoj grupi Anima, a od 2006. godine je i stalno zaposlena u Centru za žensko i mirovno obrazovanje.
Na master studijama programa Rod i kultura na Političkim naukama Univerziteta u Beogradu, sa radom pod naslovom "Politike reprezentacije ženskog tijela u kulturi Crne Gore“ stekla je zvanje master komunikologije, 2012. godine.
Doktorsku disertaciju pod naslovom "Diskursi o ženama Boke Kotorske od 1815-2015. godine" odbranila je 2018. godine na Rodnim studijama Univerziteta u Novom Sadu.

## Društveni angažman
Tokom 1996. godine Ervina Dabižinović se priključila mirovnoj grupi Anima, gde učestvuje u svim njenim programima; mirovnom programu, ženskom programu koji uključuje časopis Žinec kao i informativno-dokumentacioni centar INDOK i program ženskih studija, potom i sam psiho-socijalni program.
Okrentuost mirovne grupe ka edukaciji i značaju edukacije i širenju znanja Ervina Dabižinović je ilustrovala sledećim rečima: "Moje najveće otkrovenje je kad sam shvatila da ništa nije vječno u smislu znanja, da je to nešto što se do te mjere mijenja i da mora da se mijenja Ja sam kroz psihološko obrazovanje učila o LGBT populaciji kao o (a većina mojih kolega tako i danas misli) određenim vrstama disfunkcija, poremećajima. Ja sam tu, čini mi se, doživjela najveći stepen suočavanja. To kada dovodiš sopstveno znanje u pitanje je, možda, najveća borba, ali se i to desi“.

## Bibliografija
- Dabižinović, Ervina (2016), “Elektronski muzej žena Crne Gore”, U: Pralica, Dejan, Šinković Norbert (ur) (2016).Digitalne medijske tehnologije i društveno-obrazovne promene br. 6, Odseka za medijske studije; Filozofski fakultet Novi Sad, 50-60.
- Dabižinović, Ervina (2015) Žene u Skupštini  Crne Gore od 2006-2012”,Sociološka luča - časopis za sociologiju, socijalnu antropologiju, socijalnu demografiju i socijalnu psihologiju, Nikšić, str. 56-71.
- Dabizinovic, Ervina (2015) Behind invisibility and silence – new encryption of female contribution to knowledge in Montenegro, http://jespnet.com/journal/index/2243, 85-90.
- Dabižinović, Ervina (2015) “Novo pisanje ženske istorije” „Žene i naslijeđe- Ka osnivanju muzeja žena u Crnoj Gori“, Podgorica, str 73-83.
- Dabižinović, Ervina ( 2015) “Predstavljanje žena na Portalu Javnog servisa”- U: Pralica, Dejan, Šinković Norbert (ur), Digitalne medijske tehnologije i društveno-obrazovne promene br. 5, Odseka za medijske studije; Filozofski fakultet Novi Sad, 45-57.
- Dabižinović, Ervina (2015) “Diksurs analiza medijskog teksta: naslovnice u tabloidu Informer u Crnoj Gori: primer medijskog linča aktivistkinje građanske inicijative” U Kultura i etika u medijima” Dijana Subotički Miletić (ur), Biblioteka Matice srpska Novi Sad, 63-82.
- Dabižinović, Ervina (2014)”Medijsko lice 8 mara 2014 u Crnoj Gori”- U U: Valić, Nedeljković, Dubravka, Pralica, Dejan (ur) (2014) Digitalne medijske tehnologije i društveno-obrazovne promene br. 4, Odseka za medijske studije; Filozofski fakultet Novi Sad, 83-93.

## Spoljašnje veze
- Anima Kotor
- Anima Centar
- Ženski sud
- Žene u crnom